# 国際大学 IPU New Zealand
国際大学 IPU New Zealand(旧 IPCインターナショナル・パシフィック大学)は、ニュージーランドのパーマストンノースにある政府認可の私立第3期の教育機関である。
修士号、学士号、専門ディプロマなどが取得でき、NZQA（ニュージーランド政府教育資格審査局）より承認されている。
ニュージーランド国内では、University（大学）という名称の使用は厳しく制限されており、Universityと英文表記することが許可されているのは8校の国立大学に限られる。その為、私立の高等教育研究機関はCollege（カレッジ）と英文表記される。
ただし本学の英称はInstituteである。
日本の岡山市にあるIPU・環太平洋大学は系列大学である。
NZQAが2015年6月に実施した定期監査の結果では、IPU New Zealandは評価対象となる「教育力部門」「自己改善力部門」の全部門で最高評価「Highly Confident（高く信頼できる）」 を獲得し、総合評価も同様に高等教育機関での最高評価と位置づけられた。

## 設置学部
- Bachelor of Contemporary International Studies 現代国際総合学部 （NZQAレベル: 5, 6, 7）
  - International Business 国際ビジネス学科
  - International Relations 国際関係学学科
  - International Environment 国際環境学学科
  - Language Studies  言語研究学科
  - TESOL 英語教授法コース

- Diploma of International Studies 国際総合学部 
  - Business Communication ビジネスコミュニケーション学科
  - Tourism 観光学科

- Master of International Studies 国際総合大学院 修士課程

## キャンパス
- パーマストンノースキャンパス (ニュージーランド北島パーマストンノース)

住所: 57 Aokautere Drive, Fitzerbert, Palmerston North 4410, New Zealand

## 寮
パーマストンノースキャンパスでは、敷地内に10棟の寮（1〜3：通常女子寮　4〜6：通常男子寮　7：来客用など　8〜10；2人用部屋または広めの1人部屋）があり、1人部屋、もしくは2人部屋が用意されている。
また部屋の大きさも2種類あり、料金も違う。留学初年度の日本人は自動的に1人部屋に配属される（2年次以降は変更可能）。
キッチン、トイレ、シャワー、洗濯室は各寮にあり、共同。寮長、副寮長が各寮にいて、寮生の生活のサポートをしている。駐車場が併設されていて、寮生は大学からの許可を得た上で各自の車を駐車することが出来る。
クリーナーやメンテナンスのスタッフもおり、寮の整備を定期的に行っている。各寮のコモンルーム（談話室）にはテレビとソファが設置されてとり、そこで学生は自由にテレビを見ることが出来る。
また、各部屋には三段の棚、広めの机、暖房機器とベッドが備え付けられている。

## インターネット環境
キャンパス内には無線LANが行き渡っており、ほぼすべての場所でインターネットに接続が可能である。図書館やその他の施設でデスクトップパソコンを使用することも可能である。

## ライブラリー
ライブラリーには英語、日本語、その他の国の言語の本が多数用意されており、課題をこなすためにも必要となる。またビデオやDVDを借りる事もでき、ライブラリー内で鑑賞することもできる。プリンターが設置されており、
ウェブサイト等の印刷は学生一人一人に割り当てられた無料分のクレジット範囲で行える。いくつかの個室があり、授業に使われるほか、個人予約をすることもできる。

## 学内での食事
基本的に食事は敷地内の概ね中心に位置するダイニングでとることになる。メニューは日本食も多く採用されており、みそ汁、米などはほぼ毎日食べる事が出来る。
ダイニングから食べ物を持ち出し自室で保管する学生がいるが衛生上の問題で禁止されている。
また、外部の人でも総合受付でミールチケットを購入する事で食べられる。ダイニングではコーヒー、紅茶、飲料水等が食事時間以外でも午後八時までは常に飲めるようになっていて、ここで勉強する学生も少なくない。

## 学内ショップ
ビジネス委員会に参加している在学生が運営している。日本のお菓子、ジュース等を購入する事ができる。

## レクリエーションセンター
体育館と道場、ジムの設備があり、ジムの使用も無料。
「環（カン）」という新設備が完成。音楽施設の名目であり、使用の際には予約が必要。

## 学生サポートセンター
学生の抱えるトラブル等を解決するために設置されている。学生サポートセンターは、寮の中心に設置されていたが、
アドミニストレーションオフィス（アドミン）の中に移動され、学生宛のすべての荷物はここへ集められて学生へ渡される。

## 学生
世界各国から学生が集まっており、世界中、特にアジア圏（タイ、ベトナム、インドネシアなど）の文化に多く触れる事ができる。2015年度5月入学者の割合はニュージーランド11.8％、日本30.9％、ベトナム15.1％、インド17.1％、インドネシア7.9％、タイ4.4％、その他10カ国。近年ではロシア、南米、フレンチポリネシア、バヌアツ、パプア、アルゼンチン、パキスタンなどからの学生も増えてきている。

## 学生の生活
街までは車かバス、自転車を使うのが一般的で、車なら10分ほどで街まで行くことができる。休日には多くの学生が街へ出かけ、各々の時間を過ごしている。
インターナショナル・スプリング・フェスティバル（旧桜祭り- 2011年から大学の国際化に伴い名称変更）
年に一度の大学祭。毎年、7000人近くの来場者がある一大イベント。学生の用意した催しによって各国の文化に触れることができ、各国の伝統文化や各国の伝統料理も楽しむ事が出来る。

## 部活動
和太鼓部／ダンス部／剣道部／ホッケー部／フットサル部／書道部／フリスビー部／茶道部／テニス部／弓道部／アウトドア部

## 2015年NZQA監査監査項目
＜NZQAからの評価は下記項目を参照＞
教育力部門：最高評価（高く信頼できる）*4段階評価
- コース修了率が高い
- 学生継続率が高い
- 就職率が高い
- 学生は幅広い知識とスキルを身につけることができる
- 多文化環境で学ぶ他に例のない教育プログラムを提供
- 提携関係を結ぶ各国の高等教育機関との国際交流や交換留学が盛んに行われている
- 効果的な教育を行い、学生の満足が高い
- 講師陣が高い資格を有しており（博士号、TESOL資格等）、学術研究（リサーチ）を行っている
- 入学前から就職まで一貫した学生支援を行い、学生の満足も高い

自己改善力部門：最高評価（高く信頼できる）
- 個々の出席状況、学習進捗、成績をモニターする優れたシステムがある
- 様々なレベルで個々の学生の成績等をモニターし、適切なサポートを行うべく、積極的な自己改善プロセスを取り入れている
- 学生やスタッフ、外部利害関係者らから得たフィードバックを利用して、教育プログラムの内容やそこで身につけるスキル、知識、特性が、関係者全てにとって有意なものであり続けるようによく取り組んでいる
- 教員の教育力や改善点について継続的にモニターするため、明白かつ効果的な自己改善プロセスを取り入れている
- 宿泊施設やその他あらゆる学生関連事項に対してよく対応できるよう、学期末の学生アンケート等、学生サポート課が定期的なレビューを行っている
- 全般的にIPCでは、効果的な自己改善プロセスが取り入れられている

## その他
- 各ホールに設置されたキッチンのコンロは直接火の出ない物（IH製）が採用されている。
- 留学生のために設立させた大学のため、入学時の英語力は問わない。